# 华北乌头
华北乌头（学名：Aconitum soongaricum var. angustius）为毛茛科乌头属下的一个变种。

## 扩展阅读
- 維基物種上的相關：华北乌头